# Musée Yves-Machelon
Le musée Yves-Machelon est un musée municipal situé à Gannat (Allier) et installé dans le château de Gannat. Il porte le nom d'un ancien maire de Gannat. La pièce la plus remarquable de ses collections est l'évangéliaire de Gannat. Il bénéficie du label officiel Musée de France.

## Histoire
À l'initiative du maire de l'époque, Yves Machelon, la commune de Gannat a racheté le château de Gannat à l'État, quand la prison a été désaffectée, avec le projet d'en faire un musée. Le 13 juin 1998, le musée est inauguré et reçoit le nom de musée Yves-Machelon.
Yves Machelon, gannatois d'origine et de naissance, avocat au barreau de Riom, dont il a été bâtonnier, a été maire nommé de Gannat à la Libération, puis maire élu de Gannat et conseiller général de 1965 à 1976.

## Collections
Le musée présente, dans une vingtaine de salles disposées sur deux niveaux, des collections éclectiques liées à l'histoire, au patrimoine et aux traditions populaires de Gannat et du pays gannatois. On peut y voir notamment :
- le célèbre évangéliaire de Gannat, pièce la plus prestigieuse du musée. Ce manuscrit enluminé du dernier quart du IXe siècle vient du trésor de l'église Sainte-Croix. D'autres objets d'art religieux, provenant aussi pour la plupart de l'église Sainte-Croix, sont exposés dans le musée (statues, reliquaires, tableaux, ornements liturgiques). Certaines de ces œuvres sont classées MH au titre d'objets : une Vierge de pitié, sur bois, du début du XVIIe siècle[2] ; un calvaire, sur bois, du XVe siècle[3].
- des salles consacrées à la préhistoire et à la période gallo-romaine. Stèle du dieu gallo-romain au maillet Sucellus, découverte à Gannat en 1888.
- des collections d'arts et traditions populaires : une cuisine bourbonnaise, des dentelles, des violons, des outils traditionnels.
- mobilier et œuvres d'art venant du legs du député-maire Gabriel Delarue.
- une collection de voitures hippomobiles et de sellerie venant du château de Veauce, acquise par le département de l'Allier lors d'une vente aux enchères et mise en dépôt au musée Yves-Machelon (1971-1972). Quatre automobiles anciennes : limousines Rochet-Schneider, Citroën B14.
- des souvenirs de la Résistance dans la région. Évocation de Claude Hettier de Boislambert, qui s'était évadé de la prison de Gannat. Fonds photographique de Jean-Gabriel Séruzier.
- des grès d'art de la fabrique de Louis et Gilbert Méténier, à Gannat.

Chaque année, le musée présente en outre une exposition temporaire.

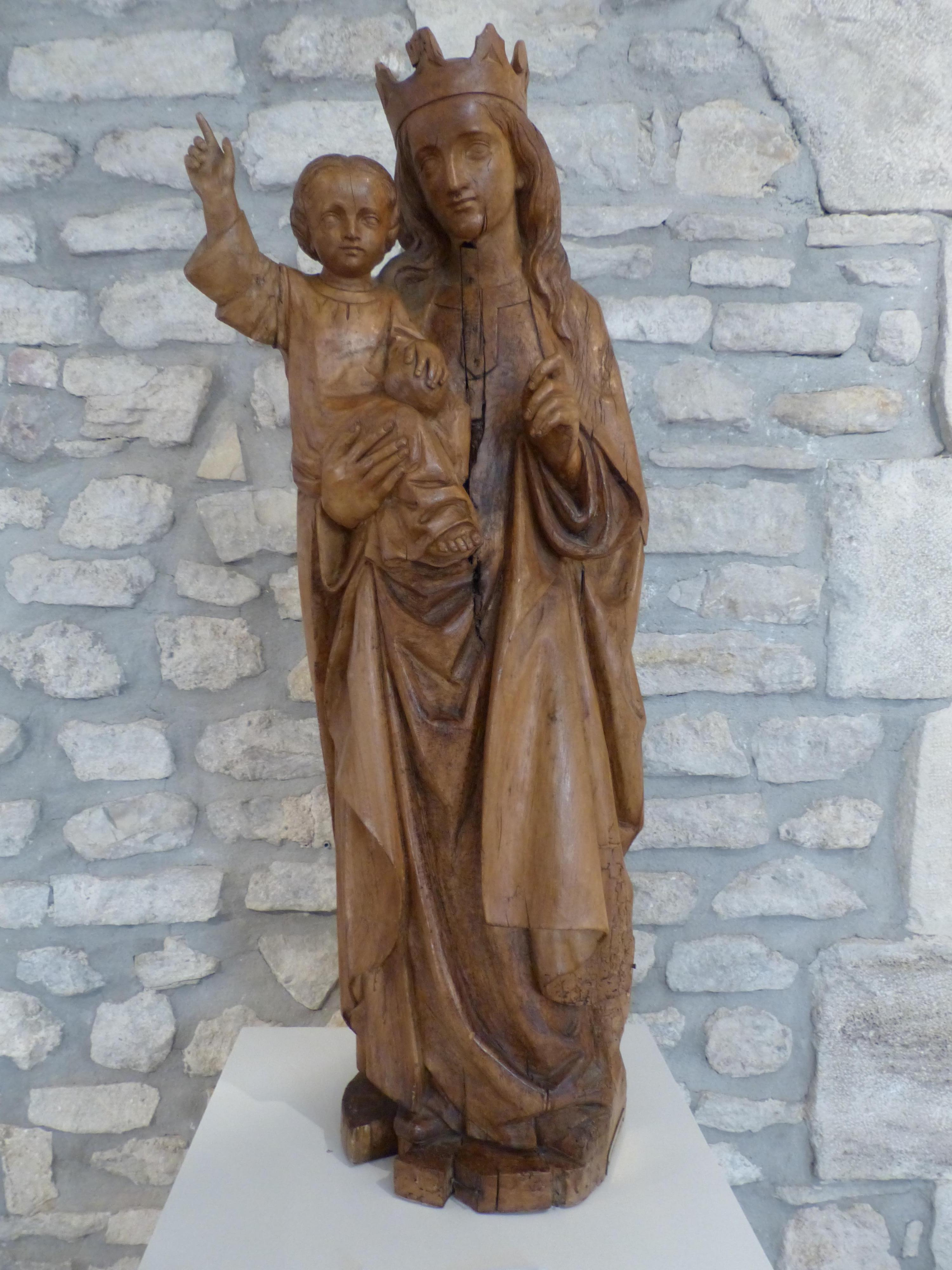
Vierge à l'enfant en bois naturel. XVIe siècle. Provenant de l'église Saint-Martin de Charmes.
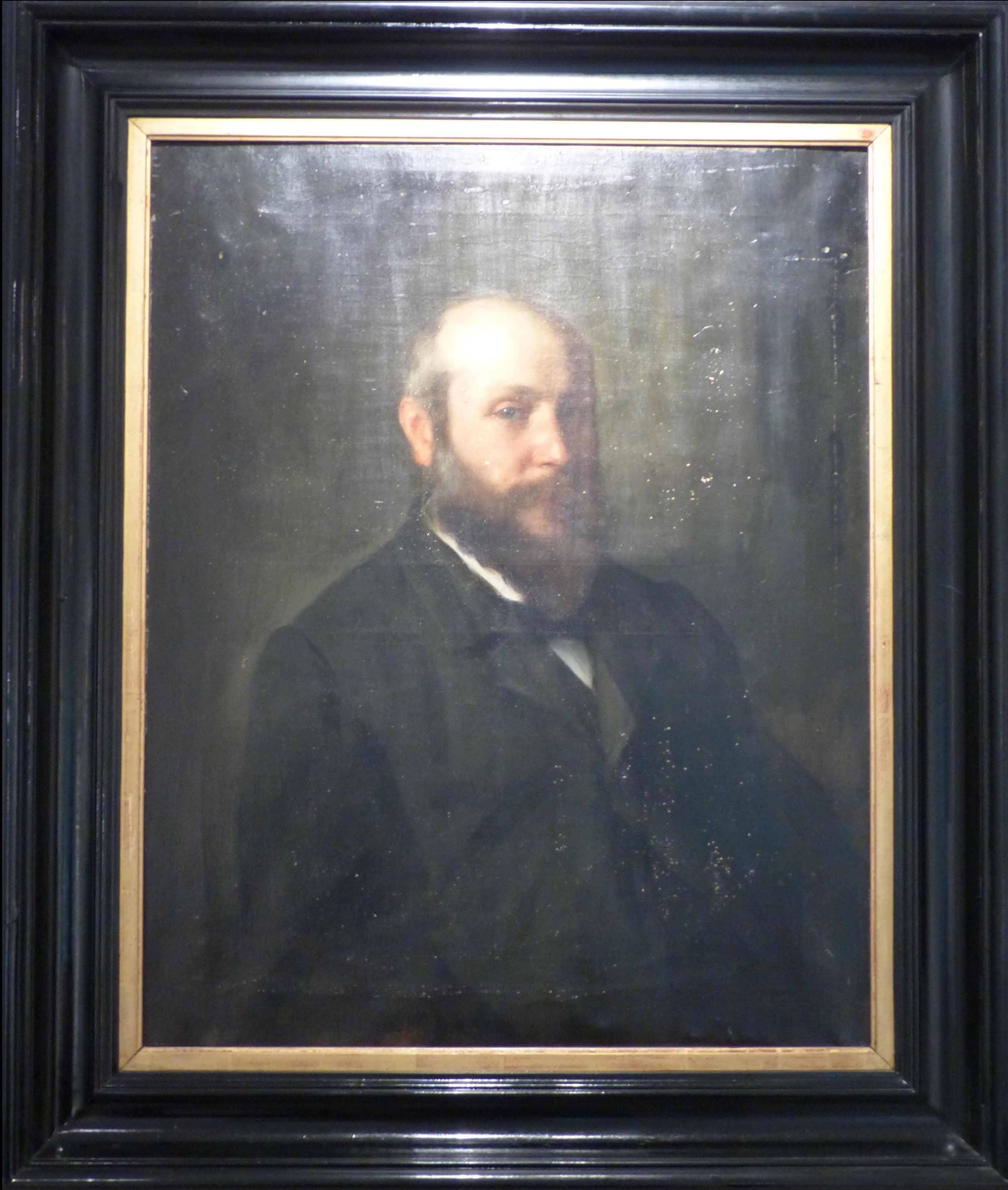
Portrait de Gabriel Delarue par Fernand de Launay (1887) .